# Bitwa na wydmach
Bitwa na wydmach – starcie zbrojne, które miało miejsce 14 czerwca 1658 r. w trakcie wojny francusko-hiszpańskiej toczonej w latach 1635–1659. W roku 1657 doszło do zawarcia układu angielsko-francuskiego skierowanego przeciw Hiszpanii, przewidującego włączenie do walki floty angielskiej. Współdziałanie obu państw przesądziło w końcu o ostatecznej klęsce Hiszpanów. Wojska francuskie pod dowództwem marszałka Henriego de Turenne'a pokonały armię hiszpańską namiestnika Niderlandów Juana de Austria, syna Filipa IV.

## Podłoże
W styczniu roku 1649 katolicka dynastia Stuartów straciła tron angielski, a król Karol I został ścięty przez wspierane przez Parlament siły Olivera Cromwella. Jego następca, Karol II, próbował wojować z Parlamentem, ale po klęsce w bitwie pod Worcester zbiegł do Francji. Ostatecznie związał się z panującymi w Hiszpanii i w Niderlandach Południowych Habsburgami.
Pod ich skrzydłami próbował sformować armię i armadę inwazyjną, a jednocześnie zorganizować wiernych mu rojalistów angielskich. Tymczasem nie cichło napięcie pomiędzy Francją i Hiszpanią. Oba kraje były po przeciwnych stronach w czasie wojny trzydziestoletniej, a młodziutki lecz ambitny król Francji Ludwik XIV z zainteresowaniem przyglądał się Niderlandom. 
W latach 1648–1653 miały we Francji miejsce zatargi między dworem a parlamentem zwane ogólnie Frondą. Zakończyły się przegraną buntowników i ucieczką za granicę Kondeusza, który wstąpił na służbę władcy Hiszpanii. Wzdłuż granicy francusko-belgijskiej dochodziło do częstych starć, ale choć Kondeusz był znakomitym dowódcą, natrafił na równego sobie wicehrabiego de Turenne, nowego marszałka Francji.
W 1657 roku Francja sprzymierzyła się ze swą odwieczną rywalką – Anglią. Pierwszy minister, kardynał Jules Mazarin szukał pomocy, szczególnie w postaci silnej floty, a Cromwell możliwości ponownego postawienia stopy na kontynencie. Jesienią zjednoczone wojska francusko-angielskie (3-tysięcznym kontyngentem angielskim dowodził William Lockhart) zajęły fortecę Mardyck i ruszyły w kierunku Dunkierki. Oblężenie miasta rozpoczęło się w maju 1658, gdy okręty angielskie dostarczyły 21-tysięczny korpus oblężniczy.
Juan de Austria zebrał pospiesznie swe siły i ruszył z odsieczą. W jego szeregach znalazło się około 2 000 rojalistów Karola II Stuarta, dowodzonych przez jego syna Jakuba, księcia Yorku.

## Bitwa
Około 10 czerwca 1658 roku armia hiszpańska wyruszyła z Ieper i 13 czerwca rozbiła obóz nad brzegiem morza na północny wschód od Dunkierki. Dowiedziawszy się o ich obecności Turenne postanowił zaatakować pierwszy. Zostawił więc pod murami miasta znaczne siły piechoty z artylerią, a sam – na czele 6 000 piechoty i 9 000 kawalerii – ruszył na spotkanie przeciwnika.
Armia hiszpańska była rozlokowana prostopadle do wybrzeża, przy czym większość wojsk stała na piaszczystych wydmach graniczących z plażą. Ich lewe (południowe) skrzydło znajdowało się nad drogą prowadzącą do Dunkierki, a opierało o biegnący w tym samym kierunku kanał żeglowny Furnes-Dunkierka. Prawe skrzydło zajmowała piechota hiszpańska, w centrum stali rojaliści angielscy, a lewe skrzydło zajmowały mieszane siły niemiecko-walońsko-francuskie Kondeusza. Na tyłach ustawiło się 30 szwadronów kawalerii. Główny bastion stanowiła wybitna wydma wysokości 50 metrów, której mieli bronić wprawieni w bojach weterani hiszpańscy.  
Turenne ustawił swą piechotę naprzeciw pozycji hiszpańskich z tym, że własną kawalerię podzielił na dwie siły uderzeniowe na skrzydłach, każdą w sile 40 szwadronów. Wsparcie dawała mu artyleria okrętowa eskadry angielskiej, która od początku starcia ostrzeliwała pozycje przeciwnika.
Siły anglo-francuskie zjawiły się na placu boju około godziny 8:00. Turenne planował zatrzymanie oddziałów w odległości około pół kilometra od linii przeciwnika, przeformowanie i dopiero potem uderzenie. Nie wziął pod uwagę zapału bojowego jaki ogarnął "Czerwone Kurtki" na lewym skrzydle. Cromwellowscy protestanci nie zatrzymali się, lecz kontynuowali marsz (czasami na czworakach) w górę stromej piaszczystej wydmy. Gdy kilku z nich padło od kul przeciwnika, rzucili się do ataku i – mimo znacznych strat – opanowali szczyt wydmy. Kontratak kawalerii, a następnie kawalerii i piechoty, został odparty, a uderzenie jazdy francuskiej wzdłuż plaży spowodowało, że rojalistyczne centrum, a za nim siły Kondeusza, rzuciły się do ucieczki. O godzinie 12 w południe bitwa była skończona. Hiszpanie stracili 1000 zabitych i ponad 5 000 wziętych do niewoli, Francuzi i Anglicy 400, głównie "Czerwonych Kurtek".

## Rezultaty
W kilka dni po bitwie skapitulował hiszpański 3-tysięczny garnizon Dunkierki, a 7 listopada 1659 r. zawarto pokój pirenejski, na mocy którego Hiszpania zrzekła się Południowych Niderlandów na rzecz Francji.